# 川原弘之
川原 弘之（かわはら ひろゆき、1991年8月23日 - ）は、福岡県福岡市出身の元プロ野球選手（投手）。左投左打。

## 経歴

### プロ入り前
福岡市立南片江小学校1年時に、福岡少年野球連盟の油山少年野球部で野球を始める。当初は右投げ左打ちであったが、両親に左利き用グローブを買ってもらったことをきっかけに、小学校3年時に左投げに転向した。福岡市立片江中学校に進学すると、フレッシュリーグに所属する地元の硬式野球チーム・福岡ウイングスに在籍し、NPO法人ホークスジュニアアカデミーの主催する第1回ホークスカップで優勝投手になっている。
高校は福岡大学附属大濠高校に進学すると、1年秋からエースとして活躍。2年秋の県大会では、決勝で九州国際大学付属高校に敗れ準優勝。九州大会では準々決勝で清峰高校と対戦。今村猛と延長10回の投げ合いの末、1-2で敗戦し、春の選抜高等学校野球大会を逃した。3年夏の全国高等学校野球選手権福岡大会では、5回戦の修猷館高校戦で12奪三振を記録しながら4-2で惜敗し、甲子園に出場することはできなかった。実兄も福大大濠高校出身で、大石達也と同期のキャプテンだった。
2009年10月29日に行われたドラフト会議で、福岡ソフトバンクホークスから2位指名を受け、11月7日に契約金6000万、年俸600万で契約に合意した（金額は推定）。背番号は26。

### プロ入り後
2010年は、ウエスタン・リーグ公式戦で8試合に登板。2勝2敗、防御率2.52、WHIP1.48という成績を残した。
2011年は、左肘の違和感を訴えたため、春季キャンプから出遅れた。ウエスタン・リーグ公式戦には、前年と同じく8試合の登板で、1勝1敗、防御率2.42、WHIP1.27を記録した。フレッシュオールスターゲームには、右肩腱板炎で出場を辞退した下沖勇樹の代替選手として出場し、プロ入り後自己最速となる155km/hを記録した。一軍公式戦への登板機会はなかったが、シーズン終了後にはプエルトリコのウィンターリーグに参加。7試合の先発登板で、1勝3敗、防御率4.78、WHIP1.82という成績を残した。
2012年は、2月25日に行われたオープン戦の開幕戦に先発登板するも、先頭打者の東出輝裕への4球目が頭部を直撃し、危険球退場となった。そのことがきっかけで「テイクバックのところで体がガチッと固まるようになった」と、イップスを発症した。それでも、5月17日にプロ入り後初の出場選手登録を果たすと、同20日の対読売ジャイアンツ戦（東京ドーム）で4番手投手として一軍デビュー。1回を投げて無安打1奪三振に抑えた。しかし、一軍公式戦全体では、この試合を含む2試合の登板にとどまった。ウエスタン・リーグ公式戦では、7月28日の対中日ドラゴンズ戦（下関球場）での投球中に、当時日本人左腕投手では最速記録となる158km/hを計測した。シーズン全体では、19試合の登板で4勝7敗1セーブ、防御率3.57、WHIP1.33を記録する一方で、与四球率が4.41に達するなど制球に苦しんだ。シーズン終了後には、台湾で開催された2012年アジアウインターベースボールリーグにNPB選抜として参加した。
2013年は、5月18日の対阪神タイガース戦（阪神甲子園球場）に2番手投手として登板したが、3回3失点で、翌日二軍降格となった。結局、一軍公式戦にはこの試合に登板しただけだった。なお、ウエスタン・リーグ公式戦には17試合に登板。3勝2敗、防御率3.46という成績でシーズンを終えた。
2014年は、春季キャンプで工藤公康や球団会長の王貞治などから投球練習を視察され、指導を受けた。しかし、2012年に発症していたイップスが、「投げ方が分からなかった」という状態まで悪化し、3年ぶりに一軍公式戦登板なしに終わった。ウエスタン・リーグ公式戦3試合の登板で1勝1敗、防御率3.46を記録。
2015年は、イップスを克服しようとするうちに左肩を故障。公式戦開幕前の3月24日に、「左肩鏡視下による関節唇デブリードマンおよび後方関節包解離術」を受けた。手術の時点で実戦復帰までおよそ半年を要することが見込まれ、シーズン中には一軍・二軍を含め、実戦登板の機会がなかった。フェニックス・リーグでの実戦復帰が見込まれていたが、左肘に違和感を覚え、検査を受けた結果靱帯が完全に断裂していたため、シーズン終了後の11月25日に、「左肘内側側副靱帯再建術（トミー・ジョン手術）」を受けた。実戦復帰までおよそ1年を要することが見込まれるため、球団では手術の時点で、翌2016年シーズンから川原と育成契約を結ぶことを想定。手術前の10月4日に支配下選手契約の解除を通告（戦力外通告）し、12月17日に育成選手として改めて契約し、背番号を122に変更した。
2016年は、前述の手術の影響から、二軍・三軍ともに登板機会は無かった。10月31日、育成選手制度の規定に基づき自由契約公示されたが、12月2日に翌シーズンの育成選手契約締結が発表された。
2017年は、6月10日に行われた東北楽天ゴールデンイーグルスとの練習試合において、2年8か月ぶりの復帰登板を果たす。その後、三軍戦で復帰戦を含め計10試合に登板し、28イニングを投げ、2勝2敗、防御率3.21の成績を残した。シーズンオフの10月19日、11月25日から台湾で開催される2017アジアウインターベースボールリーグにおいて、NPBウエスタン選抜に選出されたが、辞退となった。10月31日、育成選手制度の規定により自由契約公示されたが、12月6日に翌シーズンの育成選手契約締結が発表された。
2018年は、4年ぶりに二軍公式戦に登板し、シーズン通して中継ぎ投手として34試合に登板。46回1/2を投げて3勝2敗5セーブ、防御率1.75の好成績を挙げた。10月31日、前年までと同様、規約により自由契約公示されたが、12月に再び育成選手契約を結んだ。
2019年、春季キャンプ開始時点ではB組スタートだったが、キャンプ終盤にA組に昇格。オープン戦でも一軍に帯同し、8試合に投げて0勝0敗2セーブ、防御率0.00の好成績を残すと、左腕不足に悩むチーム事情もあり、3月26日に4年ぶりの支配下選手登録を果たした。背番号は63。支配下選手登録に伴い、年俸は460万円から500万円となった（金額は推定）。なお、日本プロ野球12球団における平成最後の支配下登録選手であった。開幕は自身初めて一軍で迎えると、3月30日の対埼玉西武ライオンズ戦（福岡 ヤフオク!ドーム）で、2点リードの場面で6年ぶりの一軍登板を果たし、1回1安打1四球無失点でプロ初ホールドを記録。プロ入り初めてお立ち台に上がった。その後は、主にビハインドの展開での中継ぎ投手として19試合に登板し、8試合連続無失点を記録するなど、23回2/3を投げ0勝0敗1ホールド、防御率2.66の成績を残した。巨人との日本シリーズでは、出場資格者40人枠入りを果たしたが、登板機会は無かった。12月3日、700万円アップの年俸1200万円（金額は推定）で契約を更改した。
2020年、6月に行われた練習試合で結果を残し、2年連続で開幕を一軍で迎えた。7月2日の対北海道日本ハムファイターズ戦（札幌ドーム）では、二死満塁のピンチでの登板で無失点で切り抜けホールドを挙げると、一死一・三塁から登板した同16日の対オリックス・バファローズ戦（京セラドーム大阪）では、打者2人を無失点に抑えるなど、火消しや対左打者のワンポイントリリーフで好投を見せた。10月2日に登録抹消となり、その後は登板機会がなかったが、最終的に自己最多となる22試合に登板して、0勝0敗4ホールド、防御率2.00と前年成績を上回った。しかし、18回を投げ、17四球と、制球力に課題を残した。シーズンオフの12月9日、100万円アップの年俸1300万円（金額は推定）で契約更改した。
2021年は、3年連続の開幕一軍入りを果たすも、3試合目の登板となった4月3日の西武戦（福岡PayPayドーム）で1/3回2失点と結果を残せず、同5日に登録抹消となった。その後は一軍に呼ばれる機会がなく、10月18日に戦力外通告を受けた。

### 現役引退後
当初は現役続行を希望していたが、12月7日にトライアウトを受験することなく、現役引退を表明した。引退後は球団職員として球団に残り、スコアラーに就任した。また、戦力外通告から現役引退までの様子は12月28日にテレビ番組「プロ野球戦力外通告・クビを宣告された男達」で放映された。2023年時点では一軍アナリストを務めている。

## 選手としての特徴
2012年の二軍公式戦で当時の日本人左腕最速となる158km/hを記録するなど、ストレートで150km/h台をコンスタントに計測する速球派左腕。高校時代の最速は144km/hで、「九州ナンバーワン左腕」と呼ばれた。
2017年オフより投球フォームをスリークォーターにしている。
2012年の春季キャンプでは、野球評論家・野球解説者として活動していた工藤公康から、「久々に『モノが違う』と思わせるサウスポーで、素材は（同じサウスポーの）杉内俊哉や和田毅より上。恵まれた体格で肩肘の使い方が柔らかい。力の出し方ではなく、力の抜き方を意識すれば、（一軍公式戦で）2桁勝利を収められる。それだけの力は十分にある」と語っていた。さらに、若手選手主体の「B組」に参加していた2014年の春季キャンプでは、工藤、球団会長の王貞治、当時の一軍監督・秋山幸二（いずれも日本プロ野球名球会会員）が川原の投球練習を特別に視察。工藤からは、「投球フォームを安定させるための鍵」として、投球の際に右足の裏から着地することを勧められた。

## 人物
4人兄弟の次男で、全員野球をやっている。弟とは高校時代にバッテリーを組んだこともある。
2019年4月2日、前年に結婚し、前日の同1日に第一子が誕生したことを公表した。
チームメイトの千賀滉大とは親交が深く、自主トレを何度も共にした。川原が戦力外通告を受けた翌日の試合には、千賀が登板し、「ウイニングボールは川原さんに渡したい」と語った。

## 詳細情報

### 年度別投手成績
| 年 度     | 球 団        | 登 板 | 先 発 | 完 投 | 完 封 | 無 四 球 | 勝 利 | 敗 戦 | セ 丨 ブ | ホ 丨 ル ド | 勝 率 | 打 者 | 投 球 回 | 被 安 打 | 被 本 塁 打 | 与 四 球 | 敬 遠 | 与 死 球 | 奪 三 振 | 暴 投 | ボ 丨 ク | 失 点 | 自 責 点 | 防 御 率 | W H I P |
| --------- | ------------ | ----- | ----- | ----- | ----- | -------- | ----- | ----- | -------- | ----------- | ----- | ----- | -------- | -------- | ----------- | -------- | ----- | -------- | -------- | ----- | -------- | ----- | -------- | -------- | ------- |
| 2012      | ソフトバンク | 2     | 0     | 0     | 0     | 0        | 0     | 0     | 0        | 0           | ----  | 10    | 3.0      | 1        | 0           | 0        | 0     | 0        | 3        | 0     | 0        | 0     | 0        | 0.00     | 0.33    |
| 2013      | ソフトバンク | 1     | 0     | 0     | 0     | 0        | 0     | 0     | 0        | 0           | ----  | 12    | 3.0      | 1        | 1           | 2        | 0     | 0        | 1        | 1     | 0        | 3     | 3        | 9.00     | 1.00    |
| 2019      | ソフトバンク | 19    | 0     | 0     | 0     | 0        | 0     | 0     | 0        | 1           | ----  | 105   | 23.2     | 22       | 1           | 14       | 0     | 1        | 10       | 1     | 0        | 10    | 7        | 2.66     | 1.52    |
| 2020      | ソフトバンク | 22    | 0     | 0     | 0     | 0        | 0     | 0     | 0        | 4           | ----  | 79    | 18.0     | 12       | 0           | 14       | 1     | 3        | 15       | 2     | 0        | 5     | 4        | 2.00     | 1.44    |
| 2021      | ソフトバンク | 3     | 0     | 0     | 0     | 0        | 0     | 0     | 0        | 0           | ----  | 14    | 2.1      | 3        | 0           | 3        | 0     | 1        | 2        | 0     | 0        | 2     | 2        | 7.71     | 2.57    |
| 通算：5年 | 通算：5年    | 47    | 0     | 0     | 0     | 0        | 0     | 0     | 0        | 5           | ----  | 220   | 50.0     | 39       | 2           | 33       | 1     | 5        | 31       | 4     | 0        | 20    | 16       | 2.88     | 1.44    |

### 年度別守備成績
| 年 度 | 球 団        | 投手  | 投手  | 投手  | 投手  | 投手  | 投手     |
| 年 度 | 球 団        | 試 合 | 刺 殺 | 補 殺 | 失 策 | 併 殺 | 守 備 率 |
| ----- | ------------ | ----- | ----- | ----- | ----- | ----- | -------- |
| 2012  | ソフトバンク | 2     | 0     | 1     | 0     | 0     | 1.000    |
| 2013  | ソフトバンク | 1     | 1     | 0     | 0     | 0     | 1.000    |
| 2019  | ソフトバンク | 19    | 2     | 9     | 0     | 0     | 1.000    |
| 2020  | ソフトバンク | 22    | 2     | 9     | 0     | 0     | 1.000    |
| 2021  | ソフトバンク | 3     | 0     | 3     | 0     | 0     | 1.000    |
| 通算  | 通算         | 47    | 5     | 22    | 0     | 0     | 1.000    |

### 記録
初記録
- 初登板：2012年5月20日、対読売ジャイアンツ2回戦（東京ドーム）、8回裏に4番手で救援登板・完了、1回無失点
- 初奪三振：同上、8回裏にジョン・ボウカーから空振り三振
- 初ホールド：2019年3月30日、対埼玉西武ライオンズ2回戦（福岡 ヤフオク!ドーム）、6回表に2番手で救援登板、1回無失点

### 背番号
- 26（2010年 - 2015年）
- 122（2016年 - 2019年3月25日）
- 63（2019年3月26日 - 2021年）
- 028（2025年 - ）

### 登場曲
- 「道」GReeeeN（2012年）
- 「心絵」ロードオブメジャー（2013年）
- 「It's My Life」Bon Jovi（2014年）
- 「道」GReeeeN（2015年 - 2018年）
- 「This is Me」Keala Settle（2019年 - 2021年）